# الخوين
الخوين قرية في منطقة معرة النعمان في محافظة إدلب في سورية.